# Боби Лапоант
Бобѝ Лапоа̀нт (на френски: Boby Lapointe) е френски певец, автор на песни и актьор.
Роден е на 16 април 1922 година в Пезенас, Лангедок. След Втората световна война започва да пише песни, като придобива по-широка популярност след като една от тях е изпълнена от известния комик Бурвил във филма „Poisson d'avril“ (1954). През следващите години става известен с изпълненията на свои песни, използващи обилно каламбури, спунеризми, алитерации и пароними.
Боби Лапоант умира от рак на панкреаса на 29 юни 1972 година в Пезенас.